# Gaspare Firriolo

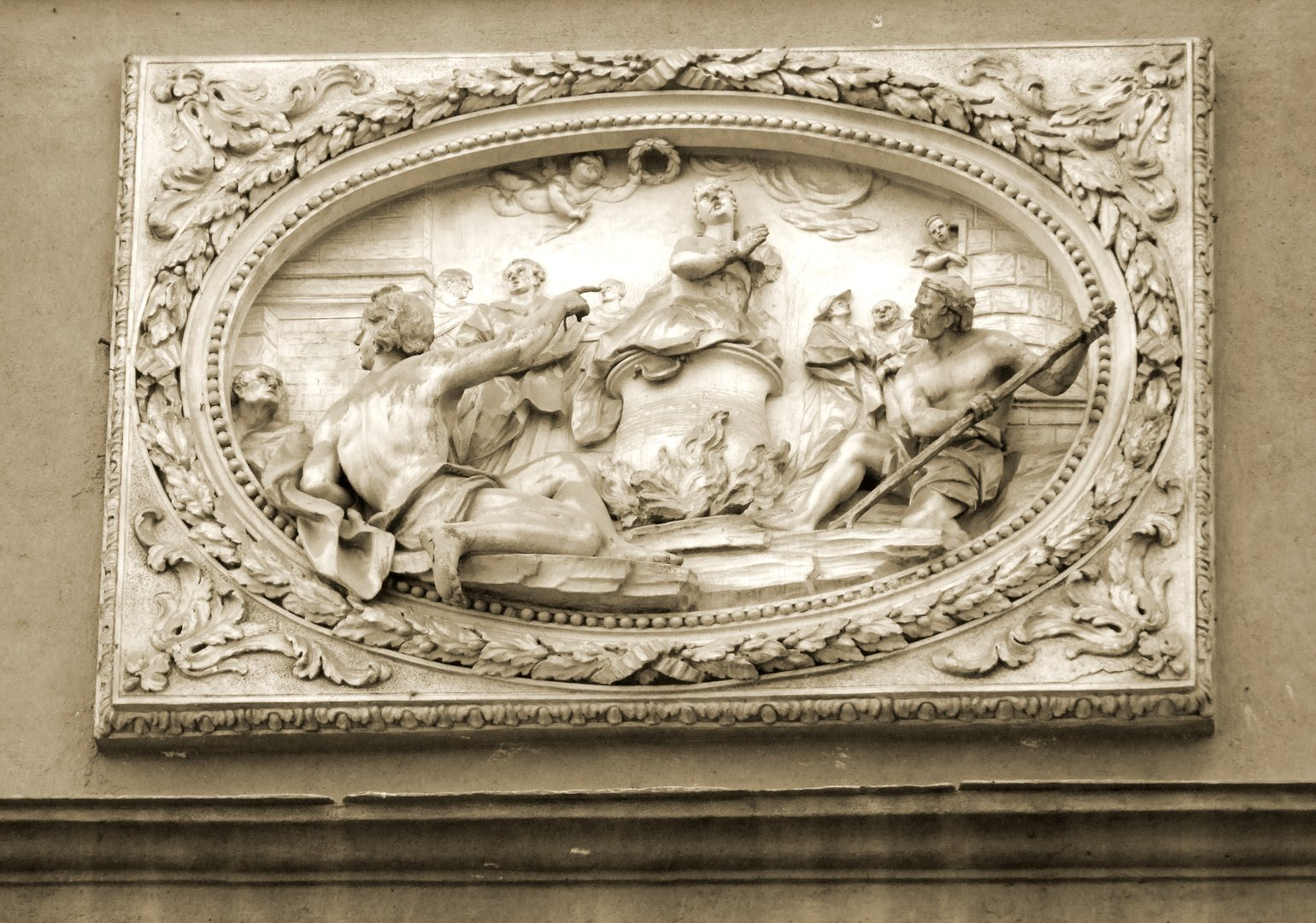
Martirio di Santa Ninfa, altorilievo.

Gaspare Firriolo (Palermo, ... – ...; fl. XVIII secolo) è stato uno stuccatore del tardo barocco.

## Biografia
È stato un importante esponente della famiglia di stuccatori brillanti nell'ornato e nelle figure del periodo tardo-barocco e del neoclassicismo, fratello minore di Giuseppe Firriolo. 
Formatosi alla scuola dei Serpotta, inizialmente collaborò con Procopio Serpotta, suo suocero, per averne sposato la figlia Antonina.
Fu attivo a Palermo nella seconda metà del XVIII secolo.

## Opere

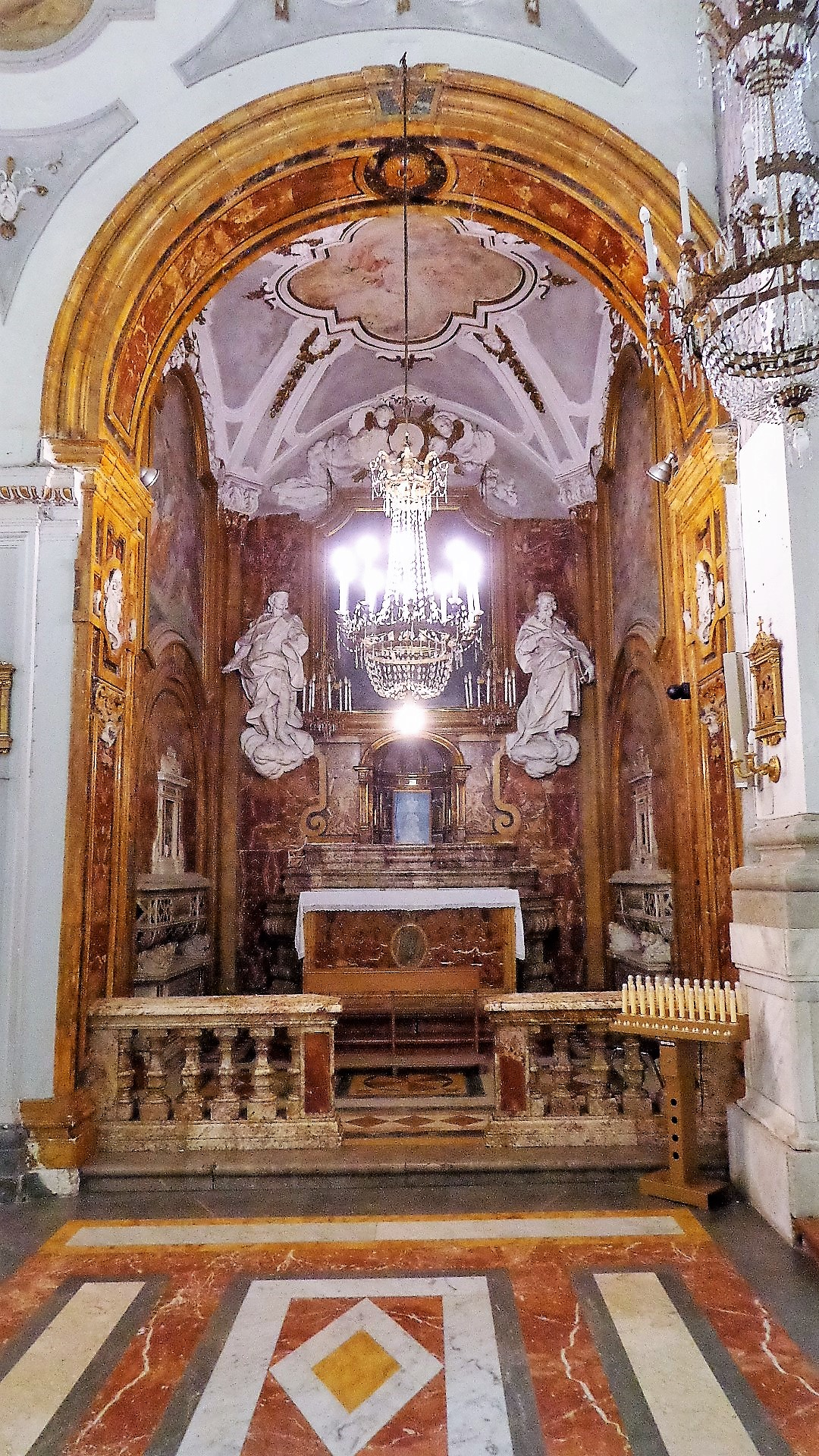
David e Isaia, Cappella del Bambino Gesù, chiesa della Gancia.

### Palermo
- XVIII secolo, Cappella delle Anime Purganti e Cappella di Sant'Orsola, decorazioni e manufatti in stucco realizzati in collaborazione con Giacomo Serpotta e Bartolomeo Sanseverino, opere presenti nella chiesa di Sant'Orsola dei Negri.
  - 1772, Ciclo, apparato decorativo in stucco realizzato con la collaborazione di Stefano Manzella.
- 1750, Statue, manufatti e decorazioni in stucco in collaborazione con Procopio Serpotta, Giovanni Maria Serpotta e il contributo di Domenico Guastella, raffiguranti Nobiltà e Astrologia, Obbedienza e Sapienza, opere presenti nella chiesa dei Tre Re.[1]
  - 1751, Stucchi del prospetto.
  - 1752, Stucchi della Cappella del Santissimo Crocifisso.
- 1751, Ciclo, apparato decorativo in stucco commissionato dalla Compagnia del Santissimo Sacramento e documentato nella chiesa di Santa Margherita.
- 1754, Scene Bibliche, bassorilievi in stucco e cornici in legno dorato, opere realizzate con la collaborazione del fratello Giuseppe e di Bartolomeo Sanseverino su disegno dell'architetto Francesco Ferrigno, manufatti presenti sull'altare maggiore e sulle volte della chiesa di San Matteo al Cassaro.[1]
  - 1790 - 1791, Gloria nel presbiterio.
- 1760 - 1765, Martirio di Santa Ninfa, altorilievo in stucco, opera realizzata con la collaborazione di Vincenzo Perez presente nella facciata della chiesa di Santa Ninfa dei Crociferi.[1]
- 1760, Giustizia e Prudenza, statue in stucco, opere presenti nello scalone monumentale, manufatti e decorazioni in stucco, opere realizzate nel Palazzo Sant'Elia.
- 1763 - 1765, Ciclo, l'apparato decorativo comprendente le raffigurazioni dei Simboli Eucaristici e dell'Arca dell'Alleanza, con la collaborazione del fratello Gaspare e di Vittorio Perez, scene e ornamenti in stucco della volta a botte della chiesa di San Stanislao Kostka.
- 1781, Sant'Ambrogio, San Gregorio Magno, Sant'Agostino d'Ippona, San Girolamo,[2] statue in stucco raffiguranti i Dottori della Chiesa e apparato decorativo della chiesa di Santa Maria degli Agonizzanti.
- 1786 - 1790, Ciclo, apparato decorativo in stucco culminante con la scena del Gloria, opere realizzate con la collaborazione del fratello Giuseppe per la chiesa di Sant'Ignazio all'Olivella.[1]
- 1791, Stagioni, statue allegoriche in stucco del portico del Gynmasium dell'Orto botanico palermitano.
  - 1795, Cornici, decorazioni fitomorfi in stucco degli affreschi di Giuseppe Velasco presenti nella palazzina neoclassica dell'Orto botanico palermitano.[1]
- XVIII secolo, David e Isaia, statue in stucco, opere presenti sull'altare della Cappella del Bambin Gesù della chiesa di Santa Maria degli Angeli detta la «Gancia».
- XVIII secolo, Ciclo, apparato decorativo dell'arco trionfale e delle pareti attigue con festoni che intrecciano Palme del martirio, lance, altre armi ed ulteriori emblemi di San Mercurio, opere presenti nell'Oratorio di San Mercurio.

Di recente attribuzione interventi nell'Oratorio di Santa Caterina d'Alessandria all'Olivella (1754).

### Altre località
- 1770c., Ciclo, apparato decorativo in stucco realizzato in collaborazione con il fratello Giuseppe, opere presenti nel duomo di San Giovanni Battista di Misilmeri.[3]
- 1770c., Ciclo, apparato decorativo in stucco, attribuzione, opere realizzate in collaborazione con il fratello Giuseppe, opere presenti nella chiesa di San Vincenzo Ferreri del Collegio di Maria di Marineo.
- XVIII secolo, Villa Travia (Bagheria): Stuckdekoration nach Entwürfen von Tommaso Sanseverino
- XVIII secolo, Paliotto con raffigurazione di scene della Resurrezione di Cristo, attribuzione, opera proveniente dall'abbazia di Santa Maria del Bosco di Calatamauro e custodita nella Cappella Neoclassica del Museo diocesano di Monreale.

## Bottega dei Firriolo

### Angelo Firriolo
Figlio di Gaspare Firriolo.
- 1751, Mensole, manufatti in stucco realizzati con la collaborazione dello stuccatore Francesco Grasso per la chiesa dei Tre Re di Palermo.
- 1763, Ciclo, apparato decorativo in stucco realizzato nella chiesa di Santa Maria delle Giummare di Sciacca.
- 1763, Ciclo, apparato decorativo in stucco realizzato nella chiesa di San Giovanni Battista del Collegio dei Gesuiti di Sciacca.

### Giuseppe Firriolo
Fratello maggiore di Gaspare Firriolo.
- 1754, Scene Bibliche, bassorilievi in stucco e cornici in legno dorato, opere realizzate con la collaborazione del fratello Gaspare e di Bartolomeo Sanseverino su disegno dell'architetto Francesco Ferrigno, manufatti presenti sull'altare maggiore e sulle volte della chiesa di San Matteo al Cassaro di Palermo.
- 1758 - 1760 operò nel cantiere palermitano di palazzo Bonagia con decorazioni in stucco, sotto la guida dell'architetto Andrea Gigante.
- 1763 - 1765, Ciclo, ciclo decorativo comprendente le raffigurazioni dei Simboli Eucaristici e dell'Arca dell'Alleanza, con la collaborazione del fratello Gaspare e di Vittorio Perez, scene e ornamenti in stucco della volta a botte della chiesa di San Stanislao Kostka.
- 1786 - 1790, Ciclo, apparato decorativo in stucco culminante con la scena del Gloria, opere realizzate con la collaborazione del fratello Gaspare per la chiesa di Sant'Ignazio all'Olivella.
- 1793, Stufe, decorazione in stucco delle Stufe del Gynmasium dell'Orto botanico palermitano.

### Tommaso Firriolo
Figlio di Angelo e nipote di Gaspare Firriolo. Morì a Palermo verso il 1830.
- 1795 - 1796, lavorò alla decorazione dei prospetti di villa Lanza di Trabia a Bagheria.
- 1799c., Ciclo, apparato decorativo in stucco realizzato nella Villa Belmonte all'Acquasanta di Palermo.
- XVIII secolo, Decorazioni, fregi e manufatti in stucco presenti nelle navata, opere presenti nella chiesa di San Vincenzo Ferreri di Carini.
- XVIII secolo, Stemma gentilizio sorretto da putti sopra l'ingresso e le decorazioni del prospetto, palazzo Santa Croce-Sant'Elia in via Maqueda a Palermo.
- XVIII secolo, Mascheroni, decorazioni del prospetto su disegno di Venanzio Marvuglia del palazzo Ventimiglia dei marchesi di Geraci, quasi interamente distrutto durante la seconda guerra mondiale.